# 克里斯蒂安·阿特苏
克里斯蒂安·阿特蘇·特烏薩姆（英語：Christian Atsu Twasam，1992年1月10日—2023年2月6日）是一名加納足球運動員，司職翼鋒，在2023年土耳其-叙利亚地震中遇難。

## 早年
阿特蘇生於加納大阿克拉地區艾達福阿，在極貧困環境中長大，家有十名兄弟姊妹，父親在沃尔特河捕魚和務農為生。
他曾在飛燕諾足球學院學習踢球，之後改去沃尔特地區的西非足球學院，再後來在猎豹足球會學習。

## 球會生涯

### 波圖
阿特苏在17歲時加盟波尔图。2011年5月14日，他被教練安德烈·維拉斯-波亞斯選進葡超聯賽對馬里迪莫參賽名單但未有上場。
2011/12球季，他與隊友凱爾文一起被外借到里奧艾維整個球季，他並在2011年8月28日以1-0不敵奥良人。12月16日對本菲卡的比賽，阿特蘇打進一球先開紀錄，但被對手連攻5球反勝，最後比分為輸5-1。
2012/13球季，他回到波爾圖，並在各項賽事上場29次打進1球，而球隊亦連續第三年贏得聯賽冠軍。

### 切爾西
2013年9月1日，他與切尔西同意一份5年合約加盟，轉會費據報約350萬鎊。轉投後立即被外借到荷甲球會維迪斯。

#### 維迪斯
2013年10月6日，他首次代表維迪斯上場參加對飛燕諾的比賽，在77分鐘入替瓦列里·賈扎什維利，並交出助攻使隊友迈克·哈维纳尔打進一球，但未能阻止球隊以2-1落敗。10月19日，他在對海倫芬的比賽先發上場並以3-2取勝。11月9日，他在對烏德勒支比賽主射點球成功，使球隊以3-1獲勝.。他在整個外借期間共上場30次及打進5球，而球隊最終以第6名完成聯賽，取得歐足聯歐洲聯賽附加賽資格。

#### 愛華頓

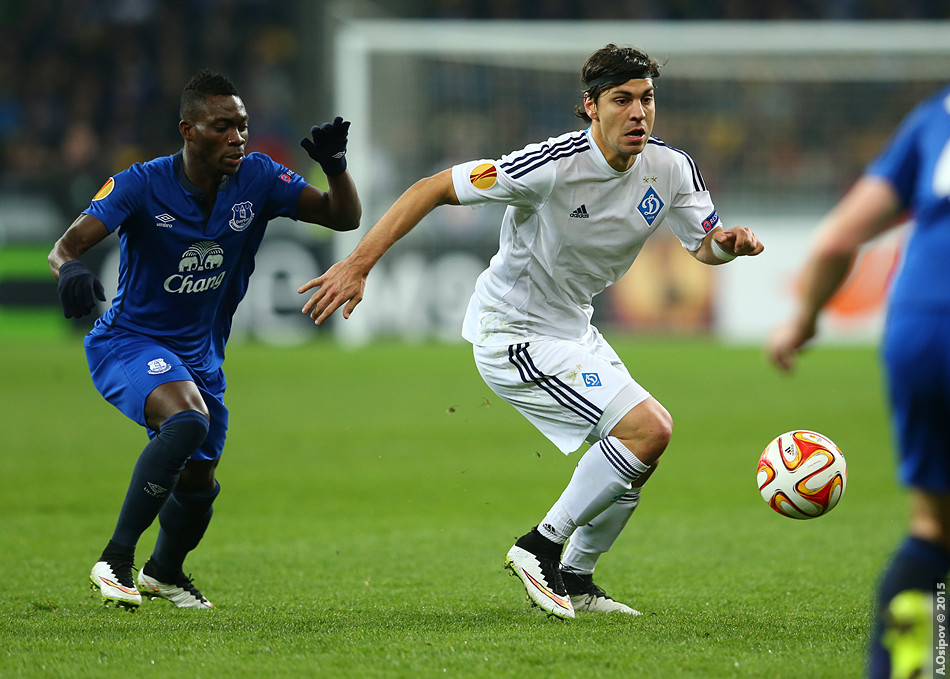
2015年效力愛華頓的阿特苏（左）

2014年8月13日，他被外借到英超球會埃弗顿整個賽季。10天後他首次代表愛華頓上場，在85分鐘換入凯文·米拉拉斯，最終在葛迪遜公園球場以2-2戰平阿森納。2014年9月21日，他首次在新球會先發上場，參加對水晶宫的賽事，但球隊最後以3-2落敗。參加完2015年非洲國家盃歸隊後，他回到球隊參賽名單，在欧足联欧洲联赛對年轻人比賽最後5分鐘時換下戴帽的羅美路·盧卡古，三天後對莱斯特城比賽，阿特蘇同樣以替補身份上場，並協助在完場前使球隊取平，最終以2-2完場。
2015年3月15日對纽卡斯尔联賽事，他在完場前5分鐘上場並交出一助攻，使罗斯·巴克利取得進球，令優勢擴大至3-0完場。由於阿特蘇的替補表現甚佳，因此他在第二輪對基輔迪納摩的比賽先發上場。縱使球隊在第一輪挾著2-1優勢，這次比賽遭到5-2逆轉，他本人亦在65分鐘被換下，而這亦是他在愛華頓最後一次上場。

#### 伯恩茅斯
2015年5月29日，他被外借到剛晉級起英超的伯恩茅斯整個2015/16球季。8月25日他首次代表伯恩茅斯上場參加英格蘭聯賽盃第二輪，並以4-0淘汰哈特尔普尔联。之後第三輪對普雷斯顿的比賽他亦有參加，此後就再沒有代表伯恩茅斯上場，而他本人亦因此而在2016年1月1日被母會召回。

#### 馬拉加
2016年1月25日，阿特蘇被借到西班牙球會馬拉加至季末，並在2月5日首次代表新球會上場參加以3-0擊敗赫塔費的賽事。

### 紐卡素

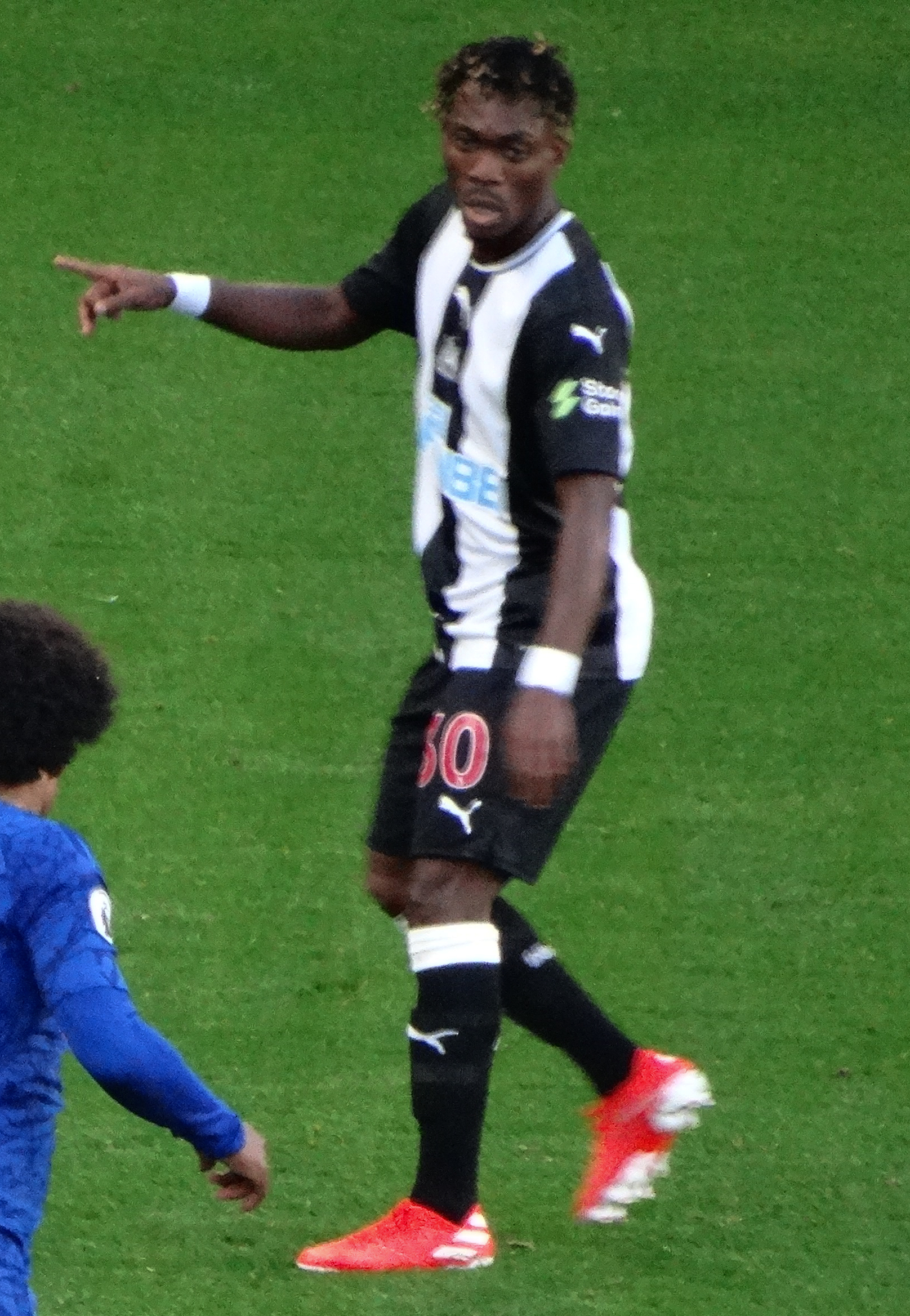
2019年效力紐卡素的阿特蘇

2016年8月31日，阿特蘇被外借到纽卡斯尔联一年，並附有購買權。9月13日，他在作客女王公园巡游者的比賽首次上場，以替補身份入替並助亞歷山大·米特羅維奇取得進球，球隊最後以6-0大勝。10月1日對罗瑟勒姆的比賽，他打進在紐卡素首顆進球使球隊以1-0小勝。
2017年5月，紐卡素決定啟用購買款以620萬鎊簽下阿特蘇，雙方簽約四年。

### 阿爾拉德
2021年7月17日，他與沙特球會阿爾拉德簽約加盟，然而受到傷患影響，他最終在沙特职业足球联赛只上場8次。

### 哈塔斯堡
2022年9月6日，他轉投土耳其足球超级联赛球會哈塔斯堡體育，雙方簽約一年及有一年延長權。他在聯賽共上場3次及在土耳其盃上場1次，並在2023年2月5日對卡森柏沙體育會打進1球後，翌日便發生地震而遇難。

## 國家隊生涯

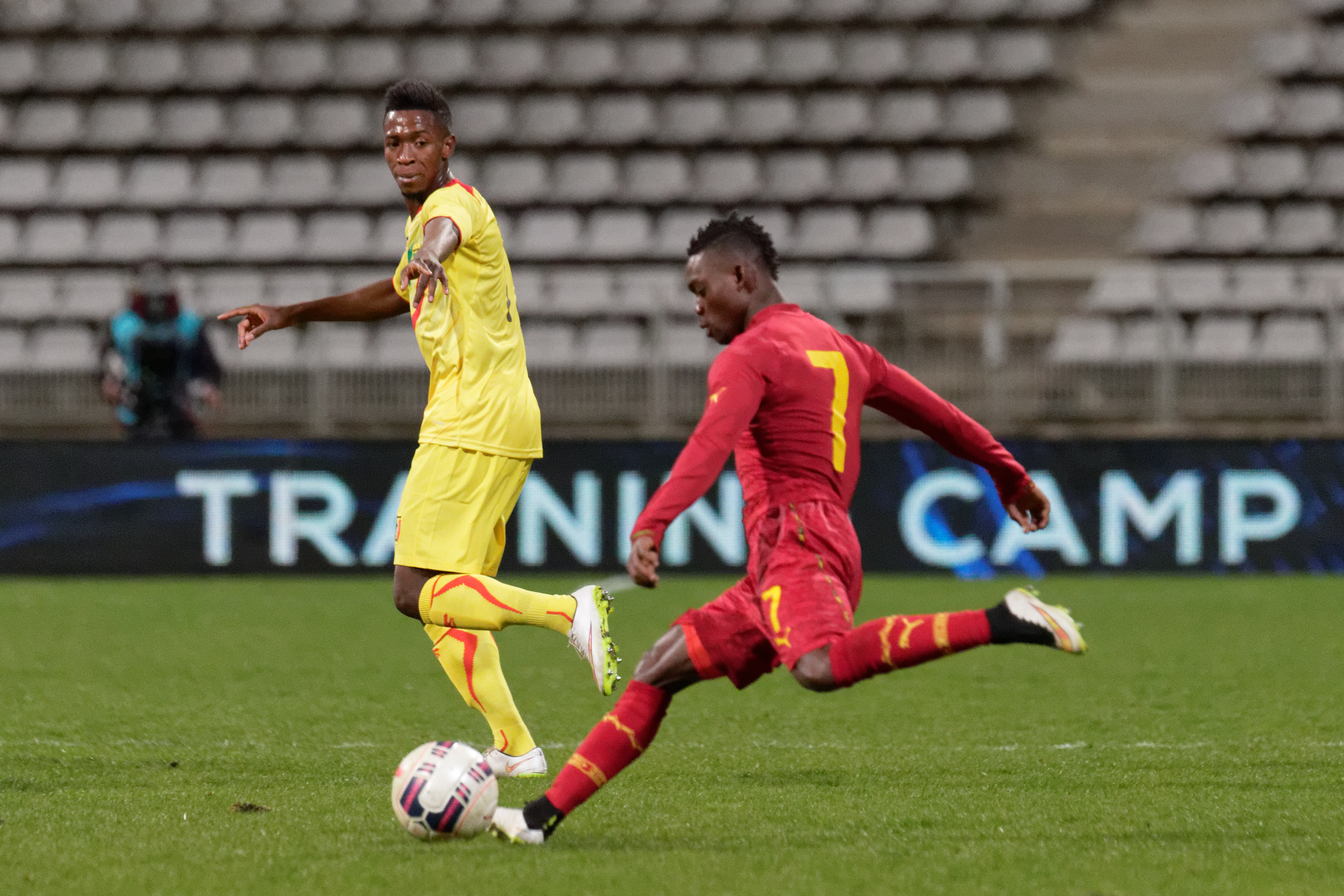
阿特蘇在2015年對馬里的友誼賽

2012年6月1日對萊索托的賽事，阿特蘇首次為國扳甲上場並取得進球。翌年在南非舉行的2013年非洲國家盃，他在首場賽事先發上場，賽果為以2-2戰平民主剛果，之後以1-0擊敗馬里的比賽以替補身份上場。在對尼日爾的賽事，他回到先發陣容並打進賽事中第二顆進球，最終以3-0取勝，使加納進入淘汰賽。他在餘下賽事中全部均有上場，但國家隊在對半決賽布吉納法索的點球大戰中出局。
阿特蘇入選參加2014年國際足協世界盃並先發上場參加了所有小組賽，但球隊在小組賽行人止步。
2015年非洲國家盃八強對畿內亞的賽事，他梅開二度使球隊以3-0取勝進入半決賽。他取球隊打進決賽對科特迪瓦，但最終在點球大戰中不敵對手飲恨而回。賽後他當選為整項賽事最佳球員和對畿內亞的進球當選為最佳進球。
阿特苏亦在參加在加彭舉行的2017年非洲國家盃，加納以第四名完成賽事。2019年埃及的2019年非洲國家盃，他亦有入選參賽名單。

## 個人生活
阿特苏是一名虔誠的基督徒，熱心參與慈善事業，為支援弱勢兒童組織「摟抱孩子」（Arms Around the Child）的宣傳大使，此外他亦替偷取食物的加納人支付數千鎊罰款，使他們免受牢獄之災。
阿特苏育有兩名兒子和一名女兒。

## 去世

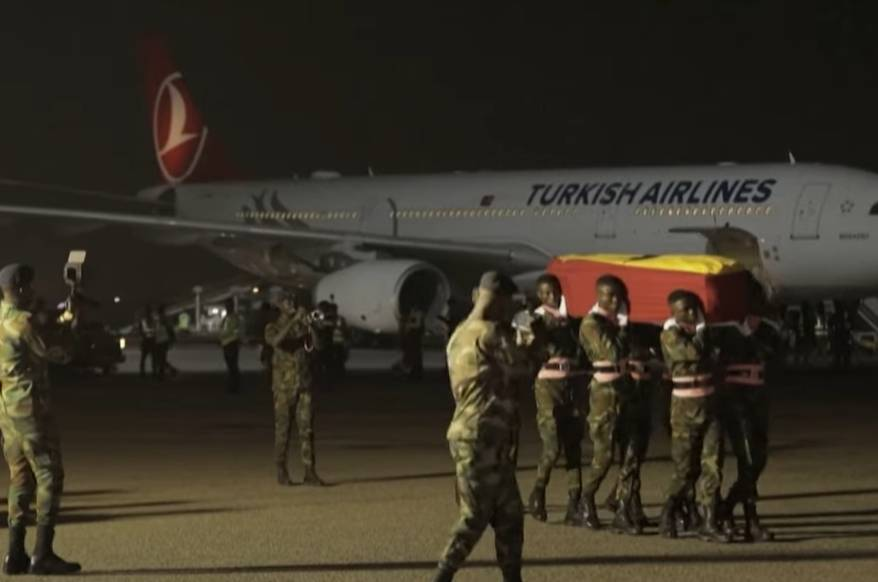
2023年2月20日，阿特苏的葬禮

2023年2月6日土耳其-叙利亚地震發生後，阿特蘇便宣告失蹤，外界害怕他被埋在安塔基亞哈塔斯堡體育總部的瓦礫裡。他原本預定在地震前數小時離開土耳其，但教練說他在2月5日打進致勝球後而留下來。2月7日，球會副主席表示阿特蘇已獲救並送往醫院搶救，但2月8日教練禾簡·迪美爾卻指阿特蘇和足球總監仍然失蹤。2月14日，阿特蘇經理人確認已找到阿特蘇兩雙鞋子，但他本人仍未被發現。2月18日，他的經理人發佈指已在大樓瓦礫下找到阿特苏的遺體，在格林尼治標準時間約早上六時宣佈他的死訊。
阿特苏的前球會紐卡素在2月18日對利物浦的比賽賽前給予一分鐘掌聲，以紀念這位足球員，他的遺孀和孩子亦有出席。在該週其它英超比賽亦有類似紀念儀式。他的遺體在2月20日回土耳其飛回加納故鄉交給家人。

## 生涯統計
| 里奧艾維           | 2011–12  | 葡超     | 27  | 6  | 1  | 0 | 2  | 0 | —  | — | 30  | 6  |
| 波尔图             | 2012–13  | 葡超     | 17  | 1  | 3  | 0 | 1  | 0 | 8  | 0 | 29  | 1  |
| 維迪斯（外借）     | 2013–14  | 荷甲     | 28  | 5  | 2  | 0 | —  | — | 0  | 0 | 30  | 5  |
| 埃弗顿（外借）     | 2014–15  | 英超     | 5   | 0  | 0  | 0 | 1  | 0 | 7  | 0 | 13  | 0  |
| 伯恩茅斯（外借）   | 2015–16  | 英超     | 0   | 0  | 0  | 0 | 2  | 0 | —  | — | 2   | 0  |
| 馬拉加（外借）     | 2015–16  | 西甲     | 12  | 2  | 0  | 0 | —  | — | —  | — | 12  | 2  |
| 纽卡斯尔联（外借） | 2016–17  | 英冠     | 32  | 5  | 0  | 0 | 3  | 0 | —  | — | 35  | 5  |
| 纽卡斯尔联         | 2017–18  | 英超     | 28  | 2  | 1  | 0 | 0  | 0 | —  | — | 29  | 2  |
| 纽卡斯尔联         | 2018–19  | 英超     | 28  | 1  | 3  | 0 | 1  | 0 | —  | — | 32  | 1  |
| 纽卡斯尔联         | 2019–20  | 英超     | 19  | 0  | 4  | 0 | 1  | 0 | —  | — | 24  | 0  |
| 纽卡斯尔联         | 2020–21  | 英超     | 0   | 0  | 0  | 0 | 1  | 0 | —  | — | 1   | 0  |
| 阿爾拉德           | 2021–22  | 沙特职   | 8   | 0  | 0  | 0 | —  | — | —  | — | 8   | 0  |
| 哈塔斯堡體育       | 2022–23  | 土超     | 3   | 1  | 1  | 0 | —  | — | —  | — | 4   | 1  |
| 生涯總計           | 生涯總計 | 生涯總計 | 207 | 23 | 15 | 0 | 12 | 0 | 15 | 0 | 249 | 23 |

## 榮譽
波圖
- 国际足联青年杯：2011[65]
- 葡萄牙足球超级联赛：2012–13
- 葡萄牙超級盃：2012

紐卡素
- 英格蘭足球冠軍聯賽：2016–17

加納
- 非洲國家盃亞軍：2015[66]

個人
- 国际足联青年杯金球獎：2011[65]
- 維迪斯年度最佳球員：2013–14[67]
- 非洲國家盃最佳球員：2015[68]
- 非洲國家盃最佳球員最佳陣容：2015[68]、2017[69]
- 非洲國家盃最佳球員最佳進球：2015[68]
- 金龍獎—年度最佳年青球員：2011[70]

## 外部連結
- Christian Atsu at Voetbal International （荷蘭語）